# République dominicaine aux Jeux olympiques d'été de 2020
La République dominicaine participe aux Jeux olympiques de 2020 à Tokyo au Japon. Il s'agit de sa 15e participation à des Jeux d'été.

## Médaillés
| Sport         | Discipline             | Athlète(s)                                                                          | Performance      | Date       |
| ------------- | ---------------------- | ----------------------------------------------------------------------------------- | ---------------- | ---------- |
| Haltérophilie | Moins de 81 kg hommes  | Zacarías Bonnat                                                                     | 367 kg           | 31 juillet |
| Athlétisme    | Relais 4 x 400 m mixte | Lidio Andrés Feliz Anabel Medina Alexander Ogando Marileidy Paulino Luguelín Santos | 3 min 10 s 21 NR | 31 juillet |
| Athlétisme    | 400 m féminin          | Marileidy Paulino                                                                   | 49 s 20 NR       | 6 août     |

| Sport         | Discipline            | Athlète(s) | Performance                | Date   |
| ------------- | --------------------- | --- | -------------------------- | ------ |
| Haltérophilie | Moins de 87 kg femmes | Crismery Santana | 256 kg                     | 2 août |
| Baseball      | Tournoi masculin      | Darío Álvarez Gabriel Arias Jairo Asencio Roldani Baldwin José Bautista Emilio Bonifacio Melky Cabrera Luis Felipe Castillo Jumbo Díaz Juan Francisco Junior García Jeison Guzmán Jhan Mariñez Erick Mejia Cristopher Mercedes Johan Mieses Gustavo Núñez Yefri Pérez Denyi Reyes Julio Rodríguez Ramón Rosso Ángel Sánchez Charlie Valerio | Corée du Sud Victoire 10-6 | 7 août |

| Sport         |   |   |   | Total |
| ------------- | - | - | - | ----- |
| Athlétisme    | 0 | 2 | 0 | 2     |
| Baseball      | 0 | 0 | 1 | 1     |
| Haltérophilie | 0 | 1 | 1 | 2     |
| Total         | 0 | 3 | 2 | 5     |

| Jour       |   |    |   | Total |
| ---------- | - | -- | - | ----- |
| 31 juillet | 0 | 2  | 0 | 2     |
| 2 août     | 0 | 0  | 1 | 1     |
| 6 août     | 0 | 1  | 0 | 1     |
| 7 août     | 0 | .0 | 1 | 1     |
| Total      | 0 | 3  | 2 | 5     |

| Sexe   |   |   |   | Total |
| ------ | - | - | - | ----- |
| Femmes | 0 | 1 | 1 | 2     |
| Hommes | 0 | 1 | 1 | 2     |
| Mixte  | 0 | 1 | 0 | 1     |
| Total  | 0 | 3 | 2 | 5     |

## Athlètes engagés
| Sport         | Hommes | Femmes | Total |
| ------------- | ------ | ------ | ----- |
| Athlétisme    | 4      | 3      | 7     |
| Aviron        | 1      | 0      | 1     |
| Baseball      | 24     | -      | 24    |
| Boxe          | 5      | 2      | 7     |
| Équitation    | 1      | 1      | 2     |
| Haltérophilie | 2      | 3      | 5     |
| Judo          | 1      | 0      | 1     |
| Natation      | 1      | 1      | 2     |
| Plongeon      | 1      | 0      | 1     |
| Taekwondo     | 2      | 1      | 3     |
| Volley-ball   | 0      | 12     | 12    |
| Total         | 42     | 23     | 65    |

## Résultats

### Athlétisme
| Athlète                                                                             | Épreuve                | 1er tour         | 1er tour | Demi-finale | Demi-finale | Finale           | Finale                             |
| Athlète                                                                             | Épreuve                | Temps            | Rang     | Temps       | Rang        | Temps            | Rang                               |
| ----------------------------------------------------------------------------------- | ---------------------- | ---------------- | -------- | ----------- | ----------- | ---------------- | ---------------------------------- |
| Yancarlos Martínez                                                                  | 200 m masculin         | 20 s 17 NR       | 2e       | 20 s 24     | 4e          | Éliminé          | Éliminé                            |
| Marileidy Paulino                                                                   | 200 m féminin          | 50 s 6           | 1re      | 49 s 38 NR  | 1re         | 49 s 20 NR       | Médaille d'argent, Jeux olympiques |
| Lidio Andrés Feliz Anabel Medina Alexander Ogando Marileidy Paulino Luguelín Santos | Relais 4 × 400 m mixte | 3 min 12 s 74 NR | 2e       | Non disputé | Non disputé | 3 min 10 s 21 NR | Médaille d'argent, Jeux olympiques |

| Athlète       | Épreuve             | Qualification | Qualification | Finale      | Finale   |
| Athlète       | Épreuve             | Performance   | Rang          | Performance | Rang     |
| ------------- | ------------------- | ------------- | ------------- | ----------- | -------- |
| Ana José Tima | Triple saut féminin | 14,11 m       | 16e           | Éliminée    | Éliminée |

### Aviron
| Athlète                  | Compétition    | Série         | Série | Repêchages    | Repêchages | Quarts de finale | Quarts de finale | Demi-finale                   | Demi-finale | Finale                 | Finale |
| Athlète                  | Compétition    | Temps         | Rang  | Temps         | Rang       | Temps            | Rang             | Temps                         | Rang        | Temps                  | Rang   |
| ------------------------ | -------------- | ------------- | ----- | ------------- | ---------- | ---------------- | ---------------- | ----------------------------- | ----------- | ---------------------- | ------ |
| Ignacio Vásquez (aviron) | Skiff masculin | 7 min 43 s 71 | 5e    | 7 min 42 s 83 | 3e         | Non disputé      | Non disputé      | Demi-finale E/F 7 min 42 s 80 | 1er         | Finale E 7 min 25 s 88 | 25e    |

### Baseball
| Phase de groupes  | Phase de groupes     | Phase de groupes | Tour 1                   | Repêchage 1        | Tour 2           | Repêchage 2            | Demi-finale      | Finale / 3e place          | Finale / 3e place                   |
| Adversaire Score  | Adversaire Score     | Rang             | Adversaire Score         | Adversaire Score   | Adversaire Score | Adversaire Score       | Adversaire Score | Adversaire Score           | Rang                                |
| ----------------- | -------------------- | ---------------- | ------------------------ | ------------------ | ---------------- | ---------------------- | ---------------- | -------------------------- | ----------------------------------- |
| Japon Défaite 3-4 | Mexique Victoire 6-4 | 2e               | Corée du Sud Défaite 3-4 | Israël Victoir 7-6 | -                | États-Unis Défaite 1-3 | -                | Corée du Sud Victoire 10-6 | Médaille de bronze, Jeux olympiques |

### Boxe
| Athlète              | Catégorie               | 1/16e de finale       | 1/8e de finale          | Quart de finale       | Demi-finale         | Finale              | Rang |
| Athlète              | Catégorie               | Adversaire Résultat   | Adversaire Résultat     | Adversaire Résultat   | Adversaire Résultat | Adversaire Résultat | Rang |
| -------------------- | ----------------------- | --------------------- | ----------------------- | --------------------- | ------------------- | ------------------- | ---- |
| Rodrigo Marte        | Mouches hommes (-52 kg) | Tetteh Défaite 2-3    | Éliminé                 | Éliminé               | Éliminé             | Éliminé             | 17e  |
| Alexy de la Cruz     | Plumes hommes (-57 kg)  | Allicock Victoire 5-0 | Batyrgaziev Défaite 0-5 | Éliminé               | Éliminé             | Éliminé             | 9e   |
| Leonel de los Santos | Légers hommes (-63 kg)  | Usmonov Défaite 1-4   | Éliminé                 | Éliminé               | Éliminé             | Éliminé             | 17e  |
| Rohan Polanco        | Welters hommes (-69 kg) | Exempté               | Baturov Défaite 0-4     | Éliminé               | Éliminé             | Éliminé             | 9e   |
| Euri Cedeño          | Moyens hommes (-75 kg)  | Sella Victoire RSC    | Verón Victoire 3-2      | Khyzhniak Défaite 1-4 | Éliminé             | Éliminé             | 5e   |
| Miguelina Hernández  | Mouches femmes (-51 kg) | Kom Défaite 1-4       | Éliminée                | Éliminée              | Éliminée            | Éliminée            | 17e  |
| María Moronta        | Welters femmes (-69 kg) | Exemptée              | Da Silva Victoire 5-0   | Jones Défaite 0-4     | Éliminée            | Éliminée            | 5e   |

### Équitation
| Athlète               | Cheval     | Compétition | Grand Prix | Grand Prix | Grand prix spécial | Grand prix spécial | Grand prix spécial | Grand prix libre | Grand prix libre | Grand prix libre | Total    | Total |
| Athlète               | Cheval     | Compétition | Score      | Rang       | Score              | Total              | Rang               | Score            | Total            | Rang             | Score    | Rang  |
| --------------------- | ---------- | ----------- | ---------- | ---------- | ------------------ | ------------------ | ------------------ | ---------------- | ---------------- | ---------------- | -------- | ----- |
| Yvonne Losos de Muñiz | Aquamarijn | Individuel  | 70;869     | 22e        | Éliminée           | Éliminée           | Éliminée           | Éliminée         | Éliminée         | Éliminée         | Éliminée | 22e   |

| Athlète           | Cheval   | Compétition | Qualification | Qualification | Qualification | Qualification | Qualification | Finale    | Finale    | Finale    | Finale  | Finale  |
| Athlète           | Cheval   | Compétition | Pénalités     | Pénalités     | Pénalités     | Temps         | Rang          | Pénalités | Pénalités | Pénalités | Temps   | Rang    |
| Athlète           | Cheval   | Compétition | Saut          | Temps         | Total         | Temps         | Rang          | Saut      | Temps     | Total     | Temps   | Rang    |
| ----------------- | -------- | ----------- | ------------- | ------------- | ------------- | ------------- | ------------- | --------- | --------- | --------- | ------- | ------- |
| Hector Florentino | Carnaval | Individuel  | 12.00         | 2.00          | 14.00         | 95.53         | 60e           | Éliminé   | Éliminé   | Éliminé   | Éliminé | Éliminé |

### Haltérophilie
| Athlète          | Compétition           | Arraché  | Arraché | Épaulé-jeté | Épaulé-jeté | Total  | Rang                                |
| Athlète          | Compétition           | Résultat | Rang    | Résultat    | Rang        | Total  | Rang                                |
| ---------------- | --------------------- | -------- | ------- | ----------- | ----------- | ------ | ----------------------------------- |
| Luis Garcia      | Moins de 61 kg hommes | 120 kg   | 11e     | 154 kg      | 8e          | 274 kg | 8e                                  |
| Zacarías Bonnat  | Moins de 81 kg hommes | 163 kg   | 6e      | 204 kg      | 2e          | 367 kg | Médaille d'argent, Jeux olympiques  |
| Beatriz Pirón    | Moins de 49 kg femmes | 81 kg    | 8e      | 95 kg       | 8e          | 176 kg | 8e                                  |
| Crismery Santana | Moins de 87 kg femmes | 116 kg   | 2e      | 140 kg      | 4e          | 256 kg | Médaille de bronze, Jeux olympiques |
| Verónica Saladín | Plus de 87 kg femmes  | 111 kg   | 6e      | 131 kg      | 7e          | 242 kg | 7e                                  |

### Judo
| Athlète           | Compétition           | 1er tour            | 2e tour                 | Quart de finale     | Demi-finale         | Repêchage           | Finale              | Rang |
| Athlète           | Compétition           | Adversaire Résultat | Adversaire Résultat     | Adversaire Résultat | Adversaire Résultat | Adversaire Résultat | Adversaire Résultat | Rang |
| ----------------- | --------------------- | ------------------- | ----------------------- | ------------------- | ------------------- | ------------------- | ------------------- | ---- |
| Robert Florentino | Moins de 90 kg hommes | Exempté             | Nhabali Défaite 000-012 | Éliminé             | Éliminé             | Éliminé             | Éliminé             | 17e  |

### Natation
| Athlète         | Épreuve               | Série         | Série | Demi-finale | Demi-finale | Finale   | Finale   |
| Athlète         | Épreuve               | Temps         | Rang  | Temps       | Rang        | Temps    | Rang     |
| --------------- | --------------------- | ------------- | ----- | ----------- | ----------- | -------- | -------- |
| Josué Domínguez | 100 m brasse masculin | 1 min 1 s 86  | 39e   | Éliminé     | Éliminé     | Éliminé  | Éliminé  |
| Josué Domínguez | 200 m brasse masculin | 2 min 17 s 34 | 34e   | Éliminé     | Éliminé     | Éliminé  | Éliminé  |
| Krystal Lara    | 100 m dos féminin     | 1 min 3 s 7   | 35e   | Éliminée    | Éliminée    | Éliminée | Éliminée |
| Krystal Lara    | 200 m dos féminin     | 2 min 18 s 63 | 27e   | Éliminée    | Éliminée    | Éliminée | Éliminée |

### Plongeon
| Athlète            | Compétition                | Éliminatoires | Éliminatoires | Demi-finale | Demi-finale | Finale  | Finale  |
| Athlète            | Compétition                | Points        | Rang          | Points      | Rang        | Points  | Rang    |
| ------------------ | -------------------------- | ------------- | ------------- | ----------- | ----------- | ------- | ------- |
| Jonathan Ruvalcaba | Tremplin à 3 mètres hommes | 383,05        | 18e           | 398,65      | 13e         | Éliminé | Éliminé |

### Taekwondo
| Athlète             | Compétition           | Huitièmes de finale     | Quarts de finale    | Demi-finale         | Repêchage           | Finale / MB         | Rang     |
| Athlète             | Compétition           | Adversaire Résultat     | Adversaire Résultat | Adversaire Résultat | Adversaire Résultat | Adversaire Résultat | Rang     |
| ------------------- | --------------------- | ----------------------- | ------------------- | ------------------- | ------------------- | ------------------- | -------- |
| Bernardo Pié        | Moins de 68 kg hommes | Achab Victoire 18-11    | Zhao Défaite 8-13   | Éliminé             | Éliminé             | Éliminé             | Éliminé  |
| Moisés Hernández    | Moins de 80 kg hommes | Rafalovich Défaite 7-17 | Éliminé             | Éliminé             | Éliminé             | Éliminé             | Éliminé  |
| Katherine Rodríguez | Plus de 67 kg femmes  | Kuş Victoire 7-5        | Lee Défaite 14-23   | -                   | Traoré Défaite 9-11 | Éliminée            | Éliminée |

### Volley-ball
| Compétition     | Phase de groupe    | Phase de groupe    | Phase de groupe          | Phase de groupe    | Phase de groupe    | Phase de groupe | Quart de finale        | Demi-finale      | Finale / 3e place | Finale / 3e place |
| Compétition     | Adversaire Score   | Adversaire Score   | Adversaire Score         | Adversaire Score   | Adversaire Score   | Rang            | Adversaire Score       | Adversaire Score | Adversaire Score  | Rang              |
| --------------- | ------------------ | ------------------ | ------------------------ | ------------------ | ------------------ | --------------- | ---------------------- | ---------------- | ----------------- | ----------------- |
| Tournoi féminin | Serbie Défaite 0-3 | Brésil Défaite 2-3 | Corée du Sud Défaite 2-3 | Kenya Victoire 3-0 | Japon Victoire 3-1 | 4e              | États-Unis Défaite 0-3 | Éliminées        | Éliminées         | Éliminées         |